# Mścisław (Diaczyna)
Mścisław, imię świeckie Michaił Walerianowicz Diaczyna (ur. 11 listopada 1967 w Wiśniowcu) – rosyjski biskup prawosławny. 

## Życiorys
Jego ojciec, obaj dziadkowie i pradziadek byli kapłanami. W dzieciństwie pomagał ojcu w ołtarzu, piekł prosfory. Odbył również pielgrzymkę do ławry Poczajowskiej.
W latach 1985–1987 odbywał zasadniczą służbę wojskową. W 1992 ukończył seminarium duchowne w Petersburgu, zaś w 1996 – Petersburską Akademię Duchowną, po czym został zatrudniony w eparchii petersburskiej i ładoskiej na stanowisku kierownika kancelarii biskupiej. 26 marca 1998 złożył wieczyste śluby mnisze, przyjmując imię Mścisław. 12 kwietnia 1998 metropolita petersburski i ładoski Włodzimierz wyświęcił go na hierodiakona, zaś 4 grudnia tego samego roku – na hieromnicha. 
W latach 1999–2001 był namiestnikiem Monasteru Koniewskiego. Od 2007 był sekretarzem eparchii petersburskiej. Cztery lata później metropolita petersburski powierzył mu obowiązki dziekana dekanatu łodiejnopolskiego oraz p.o. przełożonego monasteru Trójcy Świętej Aleksandra Świrskiego. Równocześnie Mścisław (Diaczyna) otrzymał godność ihumena. 
16 marca 2012 Święty Synod Rosyjskiego Kościoła Prawosławnego wyznaczył go na przełożonego klasztoru, którym dotąd kierował tymczasowo, jak również postanowił nadać mu tytuł biskupa łodiejnopolskiego, wikariusza eparchii petersburskiej i ładoskiej. W związku z tym 1 kwietnia 2012 został mianowany archimandrytą. Jego chirotonia biskupia odbyła się 22 maja 2012 w Soborze Morskim w Petersburgu z udziałem konsekratorów: patriarchy moskiewskiego i całej Rusi Cyryla, metropolitów petersburskiego i ładoskiego Włodzimierza, wołokołamskiego Hilariona, wschodnioamerykańskiego i nowojorskiego Hilariona, twerskiego i kaszyńskiego Wiktora, arcybiskupów berlińskiego i niemieckiego Marka, wileńskiego i litewskiego Innocentego, Sebasty Teodozjusza (Patriarchat Jerozolimski), biskupów kaszyrskiego Hioba, gatczyńskiego Ambrożego, peterhofskiego Marcela, sołniecznogorskiego Sergiusza, wyborskiego Nazariusza, jejskiego Hermana, chanty-mansyjskiego i surguckiego Pawła i amurskiego i czegdomyńskiego Mikołaja.
W 2013 został pierwszym ordynariuszem nowo utworzonej eparchii tichwińskiej.